# Epidendrum acrostigma
Epidendrum acrostigma är en orkidéart som beskrevs av Eric Hágsater och García-cruz. Epidendrum acrostigma ingår i släktet Epidendrum och familjen orkidéer. Inga underarter finns listade i Catalogue of Life.